# Хуатинская (Сунцзянская) школа

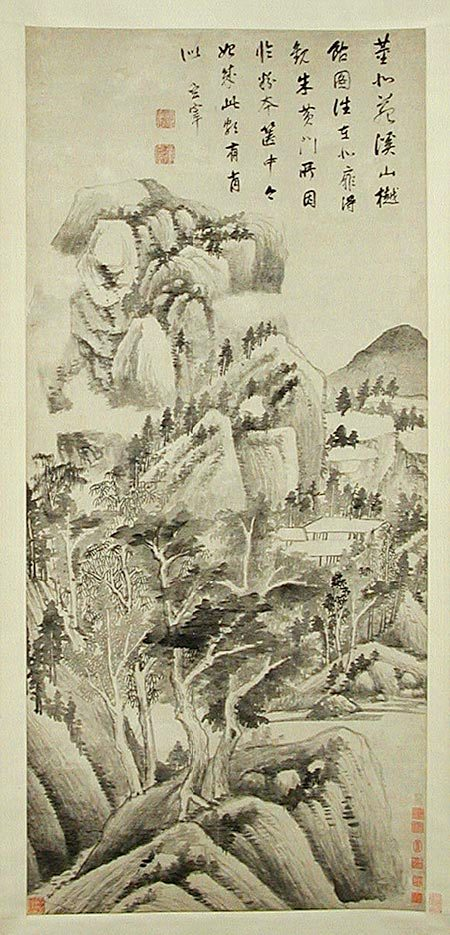
Дун Цичан. Тенистые жилища среди гор и потоков. Музей Метрополитен, Нью-Йорк. Пейзаж написан по мотивам произведения художника X века Дун Юаня

Хуатинская (Сунцзянская) школа — одна из китайских живописных школ в эпоху империи Мин (1368—1644).
Школа получила название от города Хуатин, который в период Мин стал одним из крупнейших культурных центров Китая (сегодня это Сунцзян, район Шанхая), а расцвет этой школы пришёлся на поздний период династии Мин.
Уже во времена империи Юань Хуатин был известен как художественный центр. Здесь родился прославленный художник и покровитель искусства Цао Чжибай, а семья сунского живописца Гао Кэгуна перебралась в Хуатин в неспокойные годы смены династий (Гао Кэгун был прадедом прабабки лидера хуатинской школы Дун Цичана). В разные годы здесь либо трудились преподавателями, либо служили чиновниками, либо жили постоянно такие известные художники как Жэнь Жэньфа, Ян Вэйчжэнь, Хуан Гунван, Ни Цзань и Ван Мэн — их пребывание в Хуатине дало толчок культурному развитию города.
С приходом империи Мин Хуатин стал провинциальной столицей, городом, в котором располагались власти префектуры Сунцзян. Постепенно он превратился в новый индустриальный и коммерческий центр. В XV веке в нём жило порядка 200 000 жителей, и Хуатин стал широко известен благодаря производству и продаже хлопковой одежды. Не меньшую славу городу составили и жившие в нём в период Мин художники и каллиграфы; среди них Шэнь Ду (1357—1434), Шэнь Кань (1379—1453), Чжан Би (1425—1487), и Гу Чжэнъи (работал ок. 1580г). В конце концов, Хуатин в качестве главного центра живописи занял место Сучжоу, города, в котором развивалась школа У.
Ещё больше славы придало Хуатину появление такого замечательного теоретика и художника как Дун Цичан. Вокруг него собралась компания единомышленников, разделявших его взгляды на историю китайского искусства и современную живопись. Среди ближайших его друзей были художники Мо Шилун (1537—1587) и Чэнь Цзижу (1558—1639). Совместно с единомышленниками Дун Цичан создал теорию «северной» и «южной» школ, и выступал с многочисленными критическими эссе по поводу текущего художественного процесса. Будучи последователем живописи интеллектуалов (вэньжэньхуа), Дун Цичан развивал далее теории, созданные в период Юань и Мин, связывая творческий процесс с духовными практиками чань-буддизма. Дун Цичан был ключевой фигурой Хуатинской школы, вокруг него группировалась целая плеяда замечательных мастеров: Сун Сю (1525 — после 1605), Сунь Кэхун (1532—1611), Чжао Цзо (ок. 1570 — после 1633), Шэнь Шичун (работал ок. 1607—1640 годов) и другие. Главной темой их живописи был пейзаж, а главным содержанием творчества — создание вариаций на темы произведений древних мастеров. Обожание древностей составляло важную часть культуры художников-интеллектуалов. В высокообразованном обществе высшим шиком было продемонстрировать знание старинных и почитаемых художников, а также создать самостоятельные вариации на темы их произведений. Эти постоянные апелляции к древности и цитаты из неё навели критиков XX века на мысль, что живопись в эпоху Мин была лишена своего саморазвития, (как в это было в период Тан и Сун), и лишь повторяла прошлое, либо создавала импровизации на основе пройденных тем.
После крушения империи Мин художественные идеи Хуатинской школы в Сунцзянском регионе были подхвачены «Девятью друзьями живописи», а во времена империи Цин их продолжили «Четыре Вана» (цинские художники Ван Шиминь, Ван Цзянь, Ван Хуэй и Ван Юаньци).
В искусствоведческой литературе существует несколько разных названий для этой школы — «школа Сусун», «школа Юньцзянь», «Хуатинская школа», но большинство исследователей в последнее время именуют её «Сунцзянской школой».

## Работы мастеров Хуатинской школы

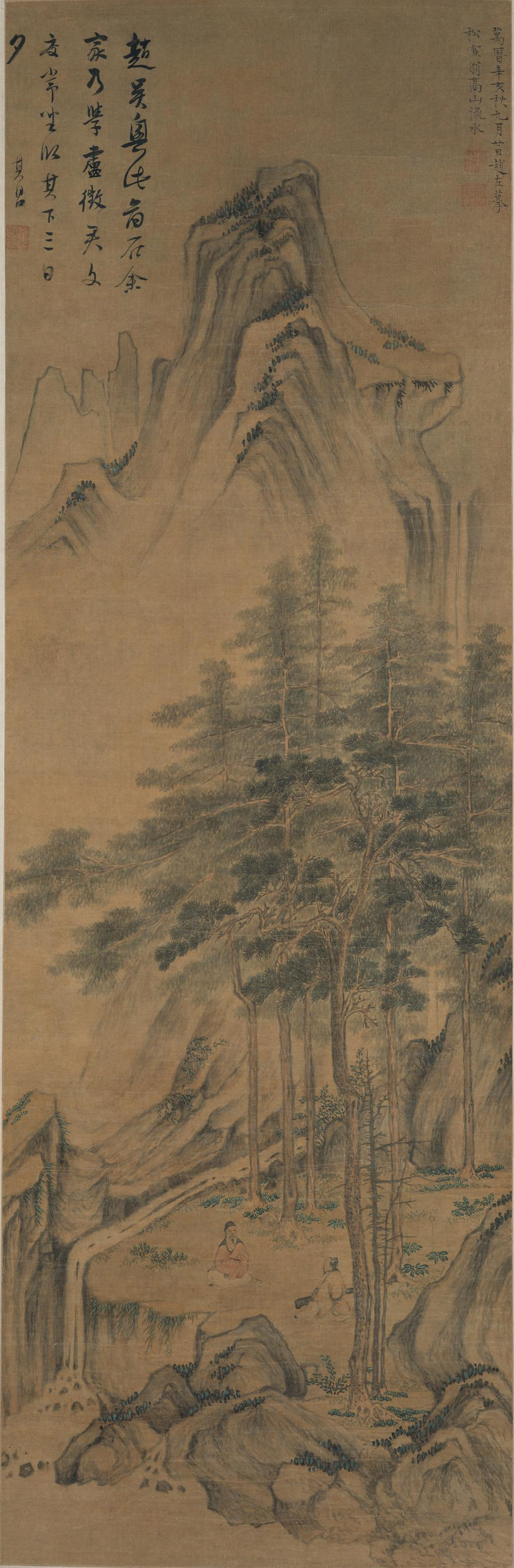
Чжао Цзо. Пейзаж с быстрыми водами и высокими горами. 1611. Шанхай, Музей.
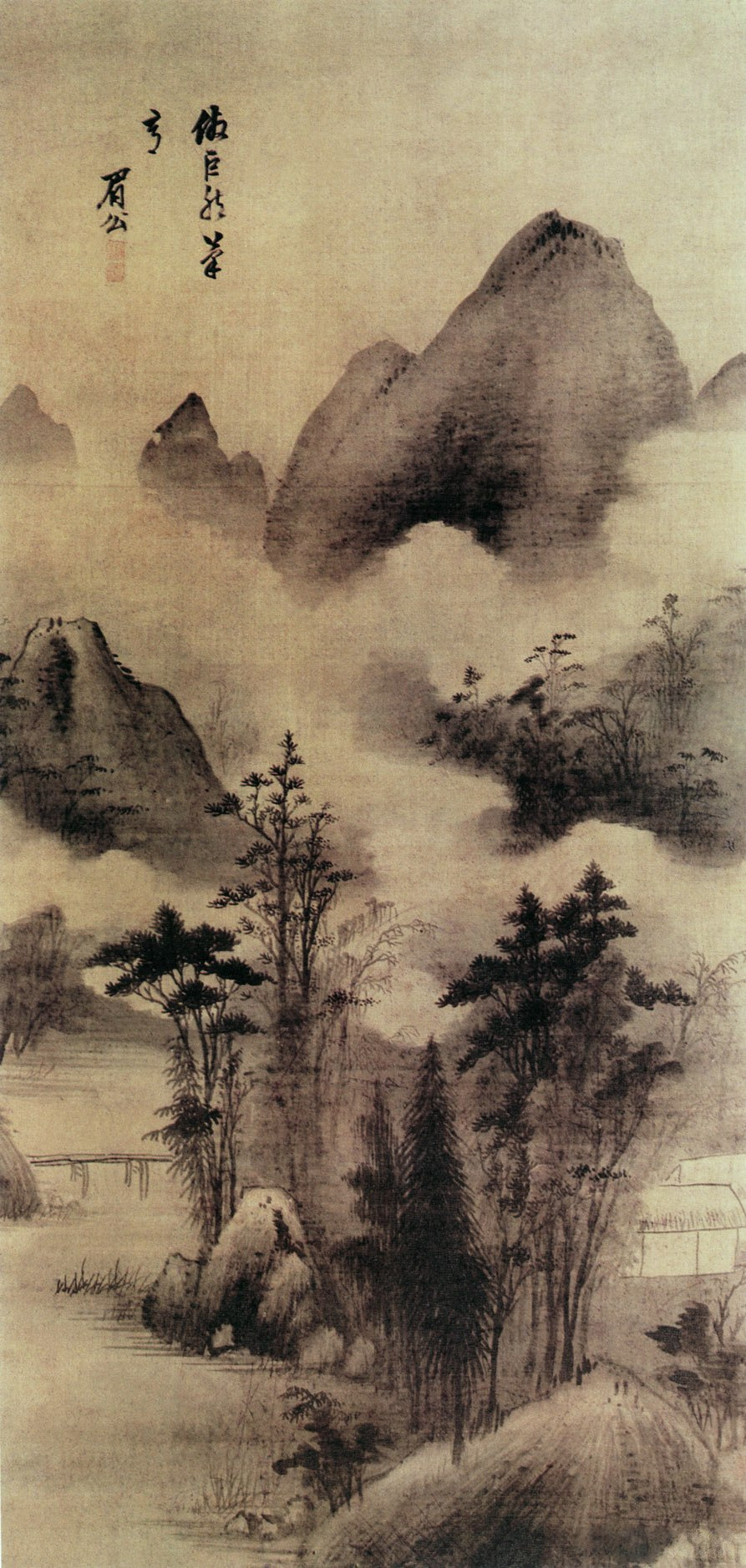
Чэнь Цзижу. Гора Юньшань. Музей провинции Ляонин, Шэньян.
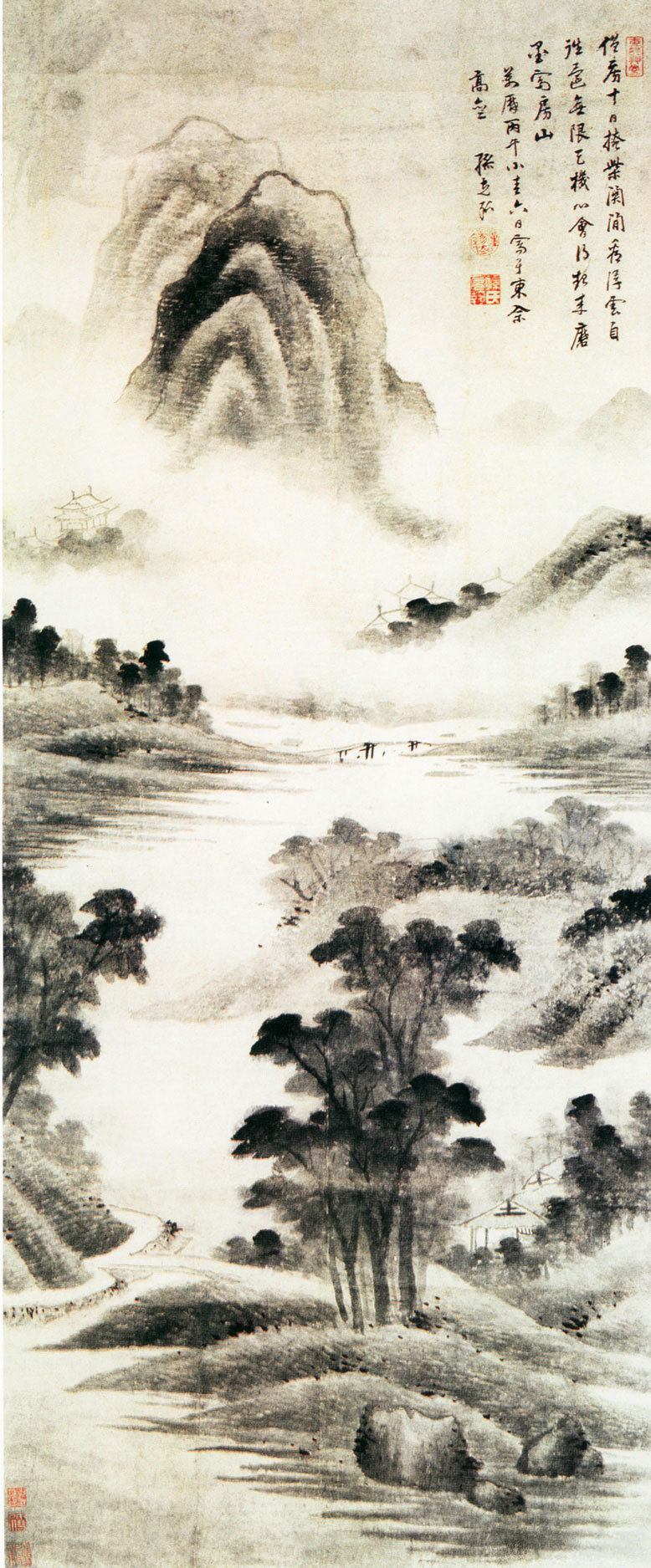
Сунь Кэхун. Пейзаж после дождя. Музей провинции Гуандун.
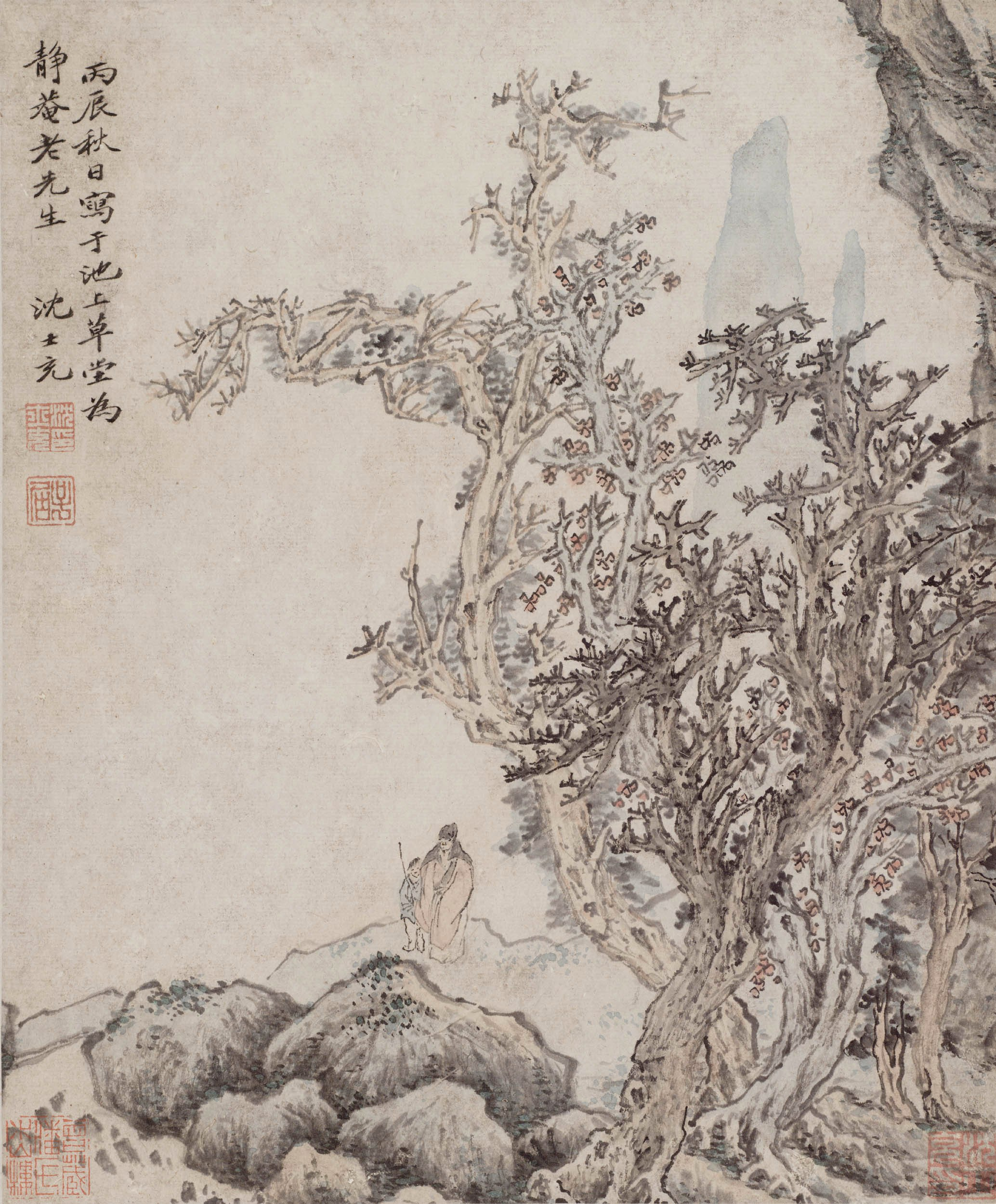
Шэнь Шичун. Господин со слугой под деревьями. 1616. Музей искусства, Беркли.